# Zepp
Zepp is een computerspel voor de Commodore 64. Het spel werd ontwikkeld door Bustus en in 1992 uitgebracht door CP Verlag/Magic Disk 64. 